# Matamuhuri
El Matamuhuri es un río de Birmania y de Bangladés que nace no lejos del  Sangu, en el norte de la Cordillera del Arakan.
Como el Sangu, el Matamuhuri atraviesa la región de las Chittagong Hill Tracts y el distrito de Cox's Bazar para desembocar en el golfo de Bengala.
Su longitud total es de 287 km 287 km.